# Dvorní kostel Všech svatých (Mnichov)
Dvorní kostel Všech svatých („Allerheiligen-Hofkirche") je bývalý katolický kostel v Královské rezidenci v Mnichově, který se nachází na jejím východním okraji. Severně se k němu přimyká zahrada Kabinettsgarten. Byl postaven ve stylu historismu v letech 1826 až 1837 jako první stavba kostela v Bavorsku od sekularizace v roce 1803. Je považován za první neobyzantský kostel v Evropě. Po těžkém poškození ve druhé světové válce a po desetiletí trvající rekonstrukci slouží dnes jako koncertní a přednáškový sál.

## Historie

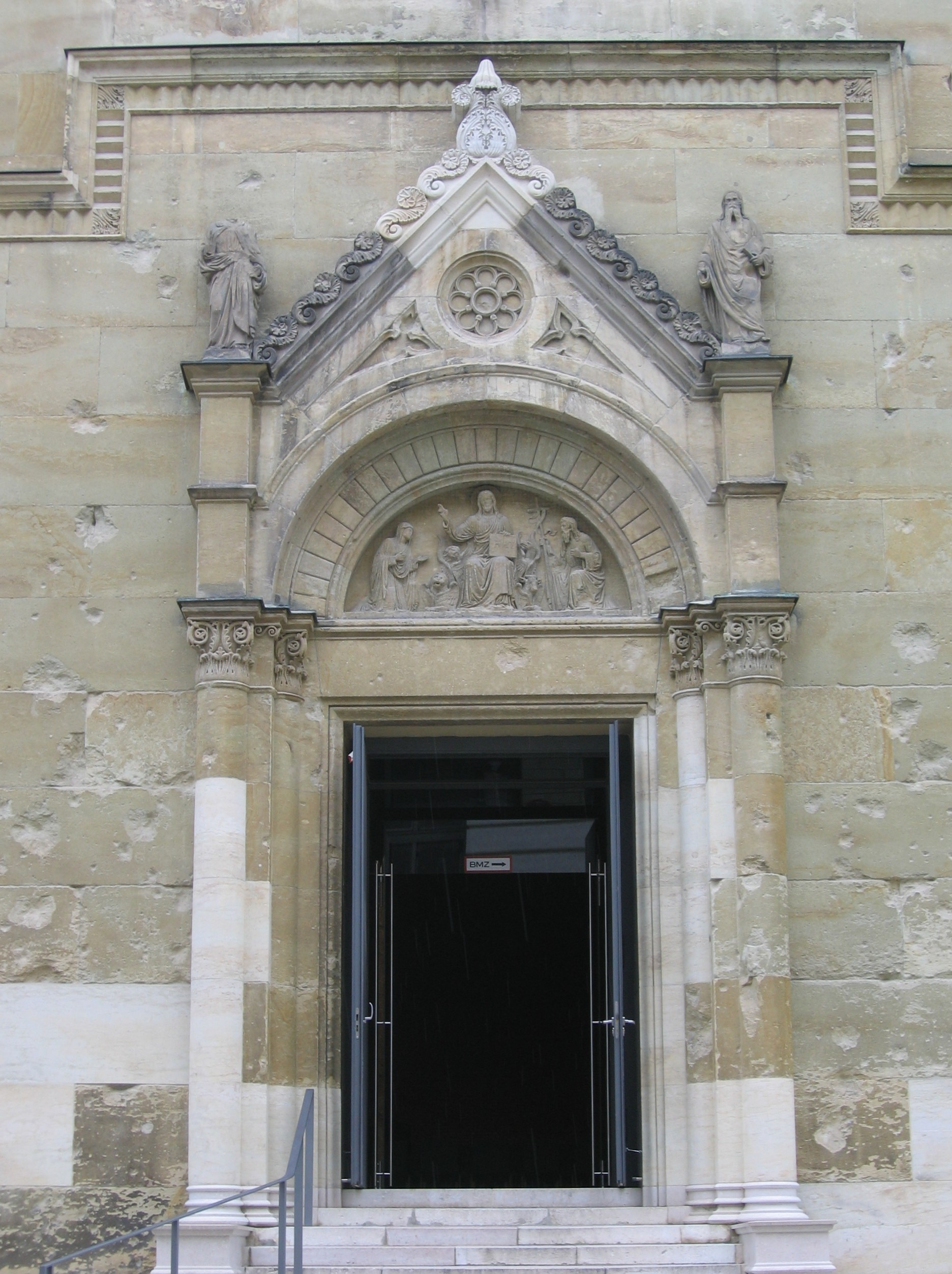
Vstupní portál

Tehdejší korunní princ Ludwig byl během návštěvy bohatě zdobené byzantské královské kaple v Palermu, kde se v roce 1823 zúčastnil vánoční mše, tak ohromen výzdobou interiéru, že chtěl podobný kostel i pro Mnichovskou rezidenci. Ještě než byl dohodnut návrh, konalo se v roce 1826 slavnostní položení základního kamene. Kostel byl dokončen a zasvěcen 29. října 1837. Pro svůj návrh si architekt Leo von Klenze (1784–1864) vzal podnět z baziliky sv. Marka v Benátkách. Pro krále a jeho rodinu byl kostel přístupný přímo z Rezidence. Byl však také otevřený mnichovskému obyvatelstvu. To používalo východní vchod. Nad dveřmi je klenba, vytesaná v reliéfu, orámována gotickým štítem. Na obou stranách jsou sochy svatého Petra a svatého Pavla. Během druhé světové války byl kostel těžce poškozen. Na rozdíl od podobně zničené Rezidence však nebyl obnoven a jeho stav se zhoršil natolik, že bavorské ministerstvo financí v roce 1964, navzdory protestům, nařídilo demolici. Jižní boční loď baziliky byla ve prospěch vedlejší budovy divadla Residenztheater skutečně odstraněna.To dodnes symetrii budovy citelně ovlivňuje. Uvnitř kostela však tato ztráta není patrná, protože v křídlech kostela byly pouze vedlejší místnosti chrámu. Další protesty nakonec  demolici celého chrámu znemožnily a v roce 1972 dostal architekt Hans Döllgast zadání k provedení konzervace stavby. Ruiny vybavil dřevěnou střechou, aby je zachoval pro své další návrhy rekonstrukcí v Mnichově jako památník zničení válkou. Po jeho smrti byly v pozdních osmdesátých létech dvacátého století obnoveny kupole a začala obnova fasády. Přestavba interiéru do současné podoby byla v roce 2000 svěřena architektonické kanceláři Guggenbichler und Netzer a trvala do roku 2003. Současně byla také obnovena sousední zahrada Kabinettsgarten. Ústředním zájmem architektů bylo s velkou šetrností obnovit nezbytná zařízení jako šatny, topení, systémy požární ochrany, sociální zařízení a změny původního stavu ozřejmit výběrem materiálů nebo charakterem nových povrchů. Rekonstrukce této poválečné ruiny získala v roce 2006 cenu za péči o panoráma města Mnichova. („Preis für Stadtbildpflege der Stadt München") 

## Architektura
Budova kostela v novorománském slohu s kruhovými oblouky je dílem Lea von Klenze. Trojlodní bazilika má sedlovou střechu. Vstupní fasáda je zdobena růžicí, štít má akantové listy. Střešní římsa na střední lodi i na bočních lodích nese vždy dvě věžičky na přední a zadní straně.
Interiér budovy, na rozdíl od exteriéru, je klenutý kupolemi podle byzantské architektury. Sloupy na bocích nesou valenou klenbu galerie. Po zničení za druhé světové války nedošlo včas ke konzervování zbytku stavby. Až na malé pozůstatky byly ztraceny původní barevné malby kleneb v nazarénském stylu, mramorový obklad stěn a mramorové podlahy. Původní malby vytvořili Heinrich Maria von Hess a jeho žák, Joseph Schwarzmann, který zde utvářel první ze svých pozdějších slavných dekorací s ornamenty. Heinrich von Hess s různými asistenty vytvořil fresky na zlatém pozadí. V první kupoli byly starozákonní scény, ve druhé Kristus a apoštolové se čtyřmi evangelisty ve čtyřech pendetivech. V apsidě byla Svatá trojice nad postavou Marie. Dnes jsou stěny a klenby neomítnuty, cihlové povrchy jsou neopracované. Pilíře jsou opatřeny vrstvou tufů, které na nich vytvářejí proužkovaný vzor. Místa, kde musely být vloženy nové cihly, jsou na hladších plochách zřetelně rozpoznatelná.To platí i pro ostatní nové instalace, které jsou z oceli, skla a betonu.

## Využití
V kostele Allerheiligen-Hofkirche se konají koncerty klasické hudby, slavnostní předávání cen, přednášky a obřady. Bavorská správa zámků dbá na to, aby se bral ohled na původní účel kostela. Prostor nabízí místo pro 399 osob.

## Galerie
Dvorní kostel Všech svatých v Královské rezidenci Mnichov

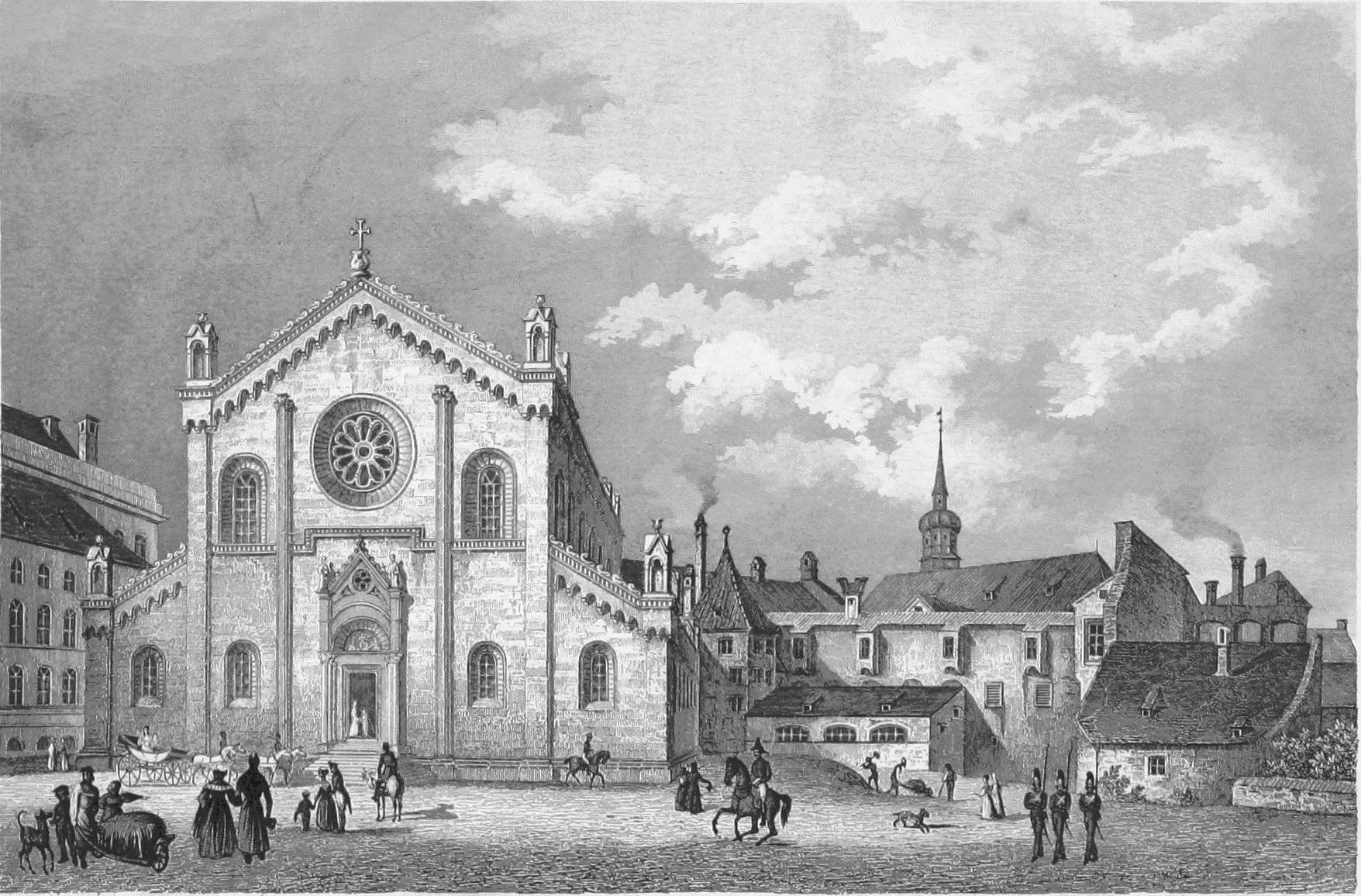
V roce 1838
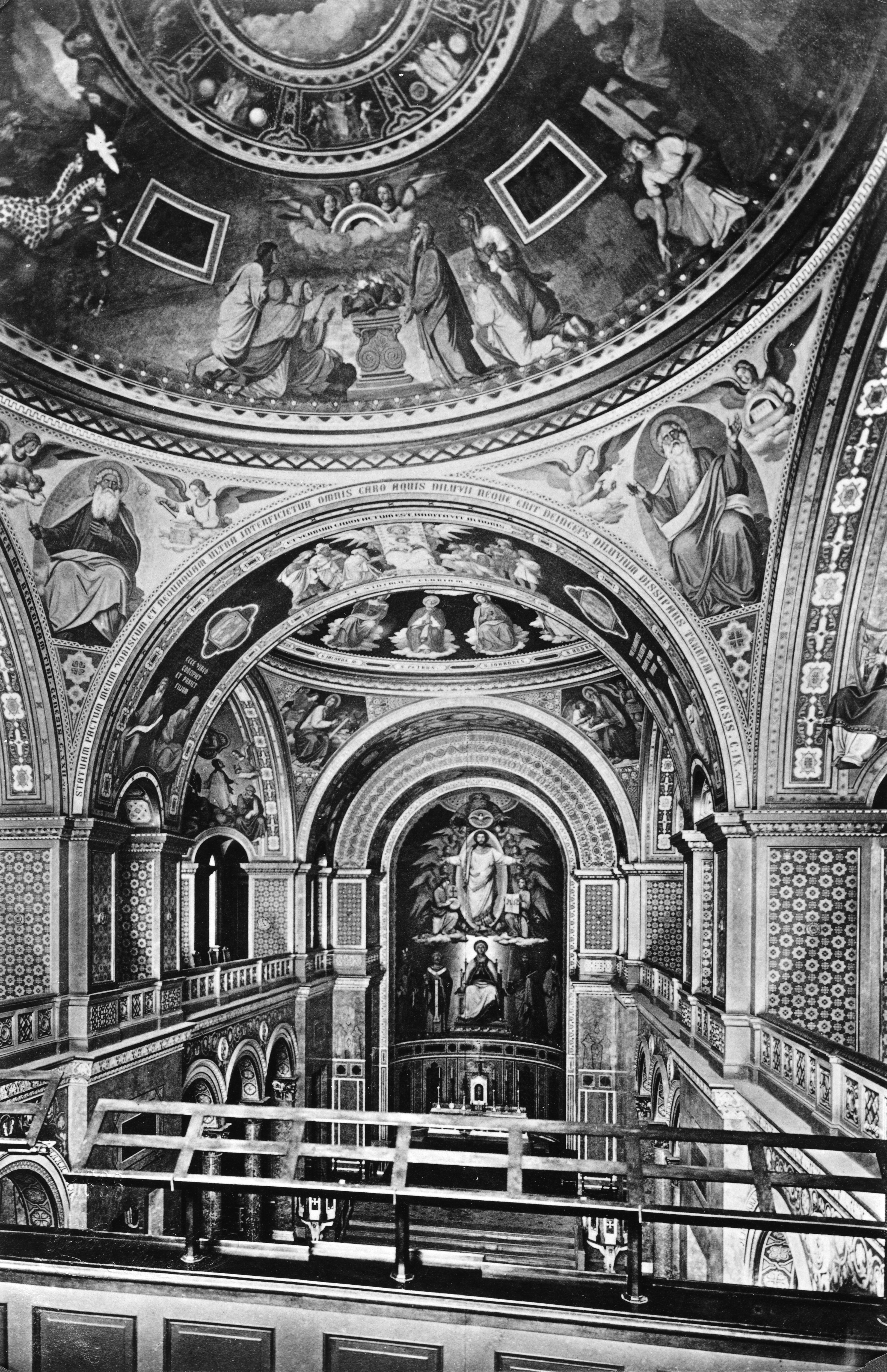
Vnitřní pohled před zničením za války
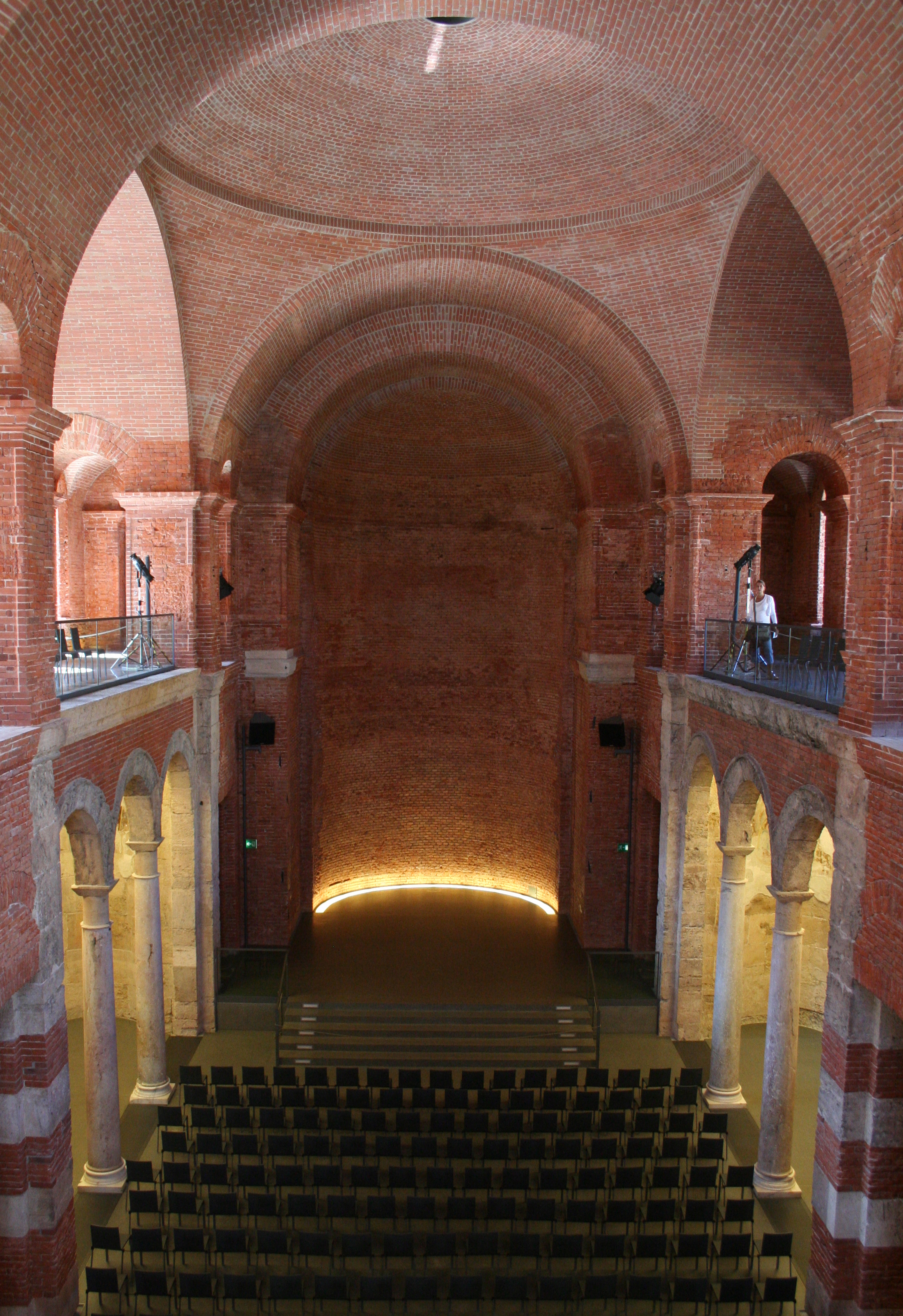
Dnešní interiér
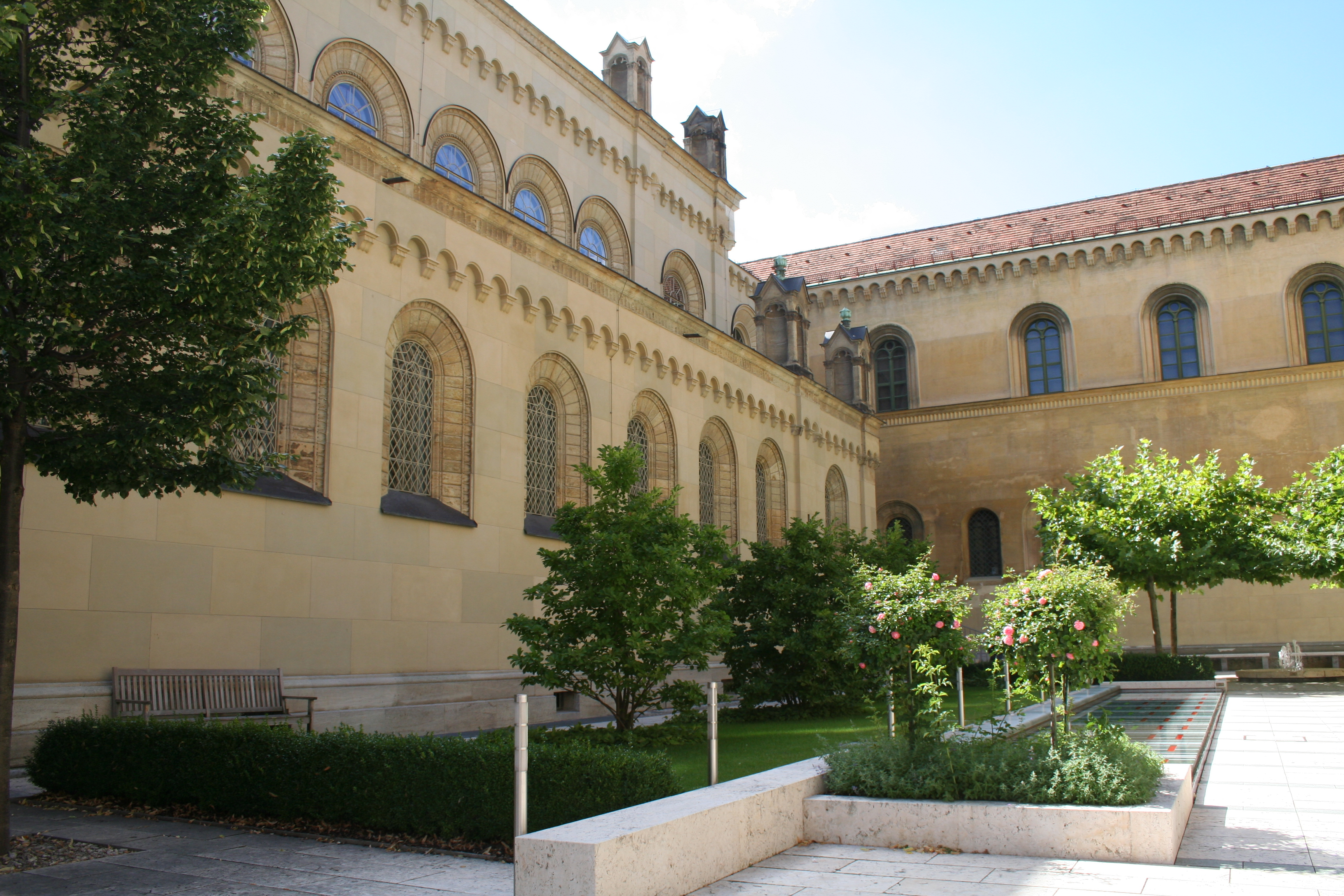
Zahrada „Kabinettsgarten" na jeho severní straně.